# Meilerhütte
Le Meilerhütte est un refuge de montagne du Club alpin allemand dans le Wetterstein. La Neue Meilerhütte appartient à la section de Garmisch-Partenkirchen tandis que l'Alte Meilerhütte à côté appartient à la section de Munich. La Meilerhütte se situe directement sur la crête du Dreitorspitzgatterl, directement sur le Wettersteinkamm, qui forme la frontière entre le Tyrol et la Bavière. La cabane est loin des vallées et des téléphériques.

## Histoire
Leo Meiler de la section bavaroise fait construire le premier petit abri en 1898. Quelques années plus tard, la section fait construire un puissant bâtiment en pierre sur le Dreitorspitzgatterl. Le matériau est extrait de la nervure rocheuse du Törlspitze et les artisans utilisent l'argile existante comme mortier. Le Meilerhütte est reconstruit et agrandi plusieurs fois. La dernière extension au-dessus de l'entrée est construite entre 1996 et 1998 par la section de Garmisch-Partenkirchen.

## Chemins d'accès
- Depuis Elmau par
  - le Wettersteinalm
  - le Schachen en 5 heures environ
- De la station de ski de Garmisch-Partenkirchen par le Partnachklamm, le "Kälbersteig" et le Schachen en 5 h 30 min.
- Par Leutasch
  - à travers la Bergleintal en 4 h 30 min ou
  - par le Söllerpass (difficulté 1) en 4 h 30 min.

## Sites à proximité
Autres refuges
- Schachenhaus (1 h 30 min)
- Oberreintalhütte (2 h 30 min)
- Reintalangerhütte  (4 h 30 min)
- Kreuzeckhaus

Ascensions
- Törlspitzen ; ces sommets (en particulier le Western Törlspitze) forment le Hüttenberg
- Partenkirchner Dreitorspitze (pointe occidentale), 2 633 m, Hermann-von-Barth-Weg environ 1 heure, passages de via ferrata
- Leutascher Dreitorspitze, 2 682 m (difficulté 2)
- Traversée du Partenkirchener Dreitorspitze (3 heures, difficulté 2)
- Musterstein (2 478 m) par Angerlloch et Hirschbichlsattel (difficulté 1) ou par l'arête occidentale (2 heures, difficulté 2)